# Aggelos Tsamīs
Aggelos Tsamīs (in greco Άγγελος Τσάμης?; Dymi, 2 ottobre 1981) è un ex cestista greco.

## Palmarès
- Match des Champions: 1

Limoges CSP: 2012